# Каменіца
Каменіца (рум. Camenița) — село у повіті Караш-Северін в Румунії. Входить до складу комуни Сікевіца.
Село розташоване на відстані 339 км на захід від Бухареста, 64 км на південь від Решиці, 124 км на південь від Тімішоари.

## Населення
За даними перепису населення 2002 року у селі проживали 14 осіб, усі — румуни. Усі жителі села рідною мовою назвали румунську.